# Heidi Klum
Heidi Klum (sinh ngày 1 tháng 6 năm 1973) là một siêu mẫu người Đức và Mỹ, nữ diễn viên, dẫn chương trình truyền hình, doanh nhân, nhà thiết kế thời trang, sản xuất truyền hình, và ca sĩ. Năm 2008, cô trở thành một công dân Mỹ trong khi vẫn duy trì công dân gốc Đức của mình. 
Trong lĩnh vực phim ảnh cô nổi bật trong series truyền hình Project Runway của Lifetime Television từ năm 2009, sản xuất các show truyền hình nổi tiếng như Spin City (từ năm 1996), Sex and the City (từ năm 1998), Yes, Dear (từ năm 2000), How I Met Your Mother (từ năm 2005).
Klum còn là người dẫn chương trình của chương trình truyền hình thực tế Germany's Next Topmodel, dựa trên America's Next Top Model của Tyra Banks, từ 2006 cho tới hiện nay.

## Các phim tham gia
| Năm  | Phim                                | Vai                          |
| ---- | ----------------------------------- | ---------------------------- |
| 1998 | 54                                  | VIP Patron                   |
| 2001 | Blow Dry                            | Jasmine                      |
| 2003 | Blue Collar Comedy Tour             | Victoria's Secret Sales Girl |
| 2004 | Ella Enchanted                      | Brumhilda                    |
| 2004 | The Life and Death of Peter Sellers | Ursula Andress               |
| 2007 | Perfect Stranger                    | Victoria's Secret Party Host |
| 2011 | Hoodwinked Too! Hood vs. Evil       | Heidi                        |

Heidi Klum xuất hiện trong tập phim của chương trình truyền hình như Malcolm in the Middle và Cursed. Cô cũng có đóng vai khách mời trong I Get That a Lot, Spin City, Sex and the City, CSI: Miami, How I Met Your Mother, Yes, Dear, Ugly Betty và Desperate Housewives. Cô cũng lồng tiếng cho nhân vật Katya Nadanova trong video game James Bond 007: Everything or Nothing.